# Гросбетлинген
Гросбетлинген (нем. Großbettlingen) — община в Германии, в земле Баден-Вюртемберг. 
Подчиняется административному округу Штутгарт. Входит в состав района Эслинген.  Население составляет 4181 человек (на 31 декабря 2010 года). Занимает площадь 4,23 км².